# Kampung Baru Sentajo
Kampung Baru Sentajo is een bestuurslaag in het regentschap Kuantan Singingi van de provincie Riau, Indonesië. Kampung Baru Sentajo telt 2159 inwoners (volkstelling 2010).